# Ichthyophis glutinosus
Ichthyophis glutinosus är en groddjursart som först beskrevs av Carl von Linné 1758.  Ichthyophis glutinosus ingår i släktet Ichthyophis och familjen Ichthyophiidae. Inga underarter finns listade i Catalogue of Life.
Exemplaren liknar en mask i utseende. De har en grå-violett grundfärg och på varje sida en längsgående gul strimma. Huvudet kännetecknas av små ögon. Ichthyophis glutinosus blir 30 till 50 cm lång.
Arten förekommer endast på södra Sri Lanka. Den lever i låglandet och i bergstrakter upp till 1500 meter över havet. Habitatet utgörs av fuktiga ängar, skogar, betesmarker och trädgårdar. Exemplaren gräver ofta i lövskiktet eller i det översta jordlagret. Honan lägger omkring 50 ägg och skyddar de med kroppen.
Beståndet hotas av landskapets omvandling till jordbruksmark. Utbredningsområdet är uppskattningsvis 10 000 km² stort. IUCN listar Ichthyophis glutinosus som sårbar (VU).